# アダマワ高地
アダマワ高地（Adamawa Plateau）は、アフリカ大陸中部、ナイジェリア南東部のアダマワ州からカメルーン北中部のアダマワ州や北部州にかけて広がる高原。この高原は、19世紀のフラニのジハードの際、この地域のフラニ人のリーダーであったモディボ・アダマが地名の由来となっている。アダマワ高地は分水嶺となっており、北の水系はベヌエ川を通ってニジェール川へと流れ込み、南の水系はサナガ川へと注ぎ込む。また、高原を境に南は熱帯雨林気候、北はサバナからステップ気候となっている。高原はサバナ気候となっており、牧畜に好適である。このため、フラニ人など牧畜民の居住地域となっている。地下資源としては、ボーキサイトが豊富に埋蔵されている。高原の標高は平均で1000m、最高点は2,650mに達する。